# Miss Spider és a Napsugár rét lakói
A Miss Spider és a Napsugár rét lakói (Miss Spider's Sunny Patch Friends) egy kanadai gyermek-tévésorozat, amely David Kirk amerikai szerző gyermekkönyvein alapul. A számítógépes animációs sorozatot a 2004 és 2008 között mutatták be először Kanadában, majd később az Amerikában. A műsor a címadó réten található bogarak és pókok életéről szól. Maga Miss Spider is egy pók, mint ahogy a neve is mutatja. Érdekesség, hogy gyerekei viszont nemcsak pókok, hanem különböző fajtájú bogarak is. A sorozat számítógépes (CGI) animációval rendelkezik. A rajzfilm 3 évadot élt meg 44 epizóddal. Amerikában 2004. szeptember 7-től 2008. május 5-ig ment. Magyarországon 2005 márciusától 2007-ig a Minimax mutatta be, 2018-tól már a TV2 Kids ismétli új részekkel. Jelenleg még az M2-n is ismétli.

## Szereplők
| Szereplő                            | Eredeti hang                                                   | Magyar hang                                    | Magyar hang                                  |
| Szereplő                            | Eredeti hang                                                   | 1. magyar változat (Minimax (1-2. évad, 2005)) | 2. magyar változat (Kiwi TV (3. évad, 2018)) |
| ----------------------------------- | -------------------------------------------------------------- | ---------------------------------------------- | -------------------------------------------- |
| Miss Spider (sárga anyapók)         | Kristin Davis                                                  | Orosz Anna                                     | Orosz Anna                                   |
| Csöpi (zöld pókfiú)                 | Scott Beaudin                                                  | Baráth István                                  | Baráth István                                |
| Csillám (díszbogárlány)             | Rebecca Brenner                                                | Czető Zsanett Csuha Bori (ének)                | Czető Zsanett                                |
| Sziti (szitakötőfiú)                | Mitchell Eisner                                                | Jelinek Márk                                   | Timon Barna                                  |
| Ugribugri (vérszívó poloskafiú)     | Julie Lemieux                                                  | Czető Ádám                                     | Czető Ádám                                   |
| Csupaszem (sárga pókapa)            | Robert Smith                                                   | Holl Nándor Csuha Lajos (ének)                 | Holl Nándor Magyar Bálint (ének)             |
| Villám (szemüveges sárga pókfiú)    | Austin Di Iulio (1. és 2. évadban) Cameron Ansell (3. évadban) | Borbíró András                                 | Baradlay Viktor Berecz Kristóf Uwe (ének)    |
| Hóvirág (zöld-masnis sárga póklány) | Alexandra Lai                                                  | Talmács Márta                                  | Csifó Dorina                                 |
| Pötyi (lila-masnis sárga póklány)   | Aaryn Doyle                                                    | Molnár Ilona                                   | Molnár Ilona                                 |
| Izimizi (kék pókfiú)                | Marc McMulkin                                                  | Baradlay Viktor                                | Berkes Bence                                 |
| Potty (hajas vörös hangya)          | Jonathon Wilson                                                | Rudas István                                   | Csuha Lajos                                  |
| Pitty (kopasz vörös hangya)         | Philip Williams                                                | Pálfai Péter                                   | Pálfai Péter                                 |
| Stinky (márványos poloska)          | Scott McCord                                                   | Szokol Péter                                   | ?                                            |
| Felix (béka)                        | Richard Binsley                                                | Bartucz Attila                                 | Kapácsy Miklós Seder Gábor (ének)            |
| Pókláb (fehér pók)                  | Tony Jay                                                       | Papucsek Vilmos Melis Gábor (ének)             | Gubányi György István                        |
| Betty nagyi (zöld bogár)            | Patricia Gage Barbara Budd                                     | ?                                              | ? (1. hang) Bessenyei Emma (2. hang)         |
| Gus (vörös spárga bogár)            | Peter Oldring                                                  | Gardi Tamás                                    | ? (1. hang) Joó Gábor (2. hang)              |

- További magyar hangok (első-két évadban): Cs. Németh Lajos, Czifra Krisztina, Gardi Tamás, Grúber Zita, Kajtár Róbert, Lázár Sándor, Mánya Zsófia, Németh Kriszta, Penke Bence, Seder Gábor, Szabó Gertrúd, Szokol Péter[forrás?]
- További magyar hangok (3. évadban): Berecz Kristóf Uwe, Grúber Zita (Méhkirálynő (2. hang)), Gulás Fanni (Süti, Pihe), Joó Gábor, Károlyi Lili (Bella), Lázár Erika, Mezei Kitty (Roxy), Molnár Ilona (Mézi (1. hang), Hugi), Pálfai Péter (Sáska úr (2. hang)), Pekár Adrienn (Gréti), Seder Gábor, Szalay Csongor, Várday Zoltán (Sáska úr (1. hang))[forrás?]

## Epizódok
| Évad | Évad | Epizódok | Epizódok | Eredeti sugárzás    | Eredeti sugárzás |
| Évad | Évad | Epizódok | Epizódok | Évadpremier         | Évadfinálé       |
| ---- | ---- | -------- | -------- | ------------------- | ---------------- |
|      | 1    | 13       | 13       | 2004. szeptember 7. | 2005. május 2.   |
|      | 2    | 13       | 13       | 2005. szeptember 6. | 2006. május 1.   |
|      | 3    | 17       | 17       | 2006. szeptember 5. | 2008. május 5.   |